# 越塚古墳
越塚古墳（こしづかこふん）は、奈良県桜井市粟原（おおばら）にある古墳。形状は円墳。奈良県指定史跡に指定されている。

## 概要
奈良盆地南東部、御破裂山から粟原川に向かって延びる尾根の1つに築造された大型円墳である。1958年（昭和33年）に測量調査が実施されているが、発掘調査は実施されていない。
墳形は円形で、直径約43メートル・高さ約7メートルを測る。墳丘は2段築成。墳丘外表で葺石・埴輪は認められない。また墳丘周囲に周濠は巡らされていない。埋葬施設は両袖式の横穴式石室で、南南西方向に開口する。花崗岩の巨石が使用された石室全長15.4メートルを測る大型石室であり、桜井市内では赤坂天王山古墳（桜井市倉橋）に次ぐ規模になる。石室の玄室内には二上山産凝灰岩製の組合式石棺を据える。副葬品は詳らかでない。
築造時期は、古墳時代後期の6世紀末（または6世紀後半）頃と推定される。代表的な後期古墳の1つとして位置づけられ、西方の同一尾根上には他にも石室古墳が分布しており、本古墳との関係性が指摘される。
古墳域は1959年（昭和34年）に奈良県指定史跡に指定されている。

## 遺跡歴
- 1958年（昭和33年）、墳丘測量・石室実測調査[1]。
- 1959年（昭和34年）2月5日、奈良県指定史跡に指定（古墳東側）[6]。
- 2019年（平成31年）2月22日、県史跡範囲の追加指定（墳丘主要部・古墳周辺部）[1]。

## 埋葬施設

石室俯瞰図

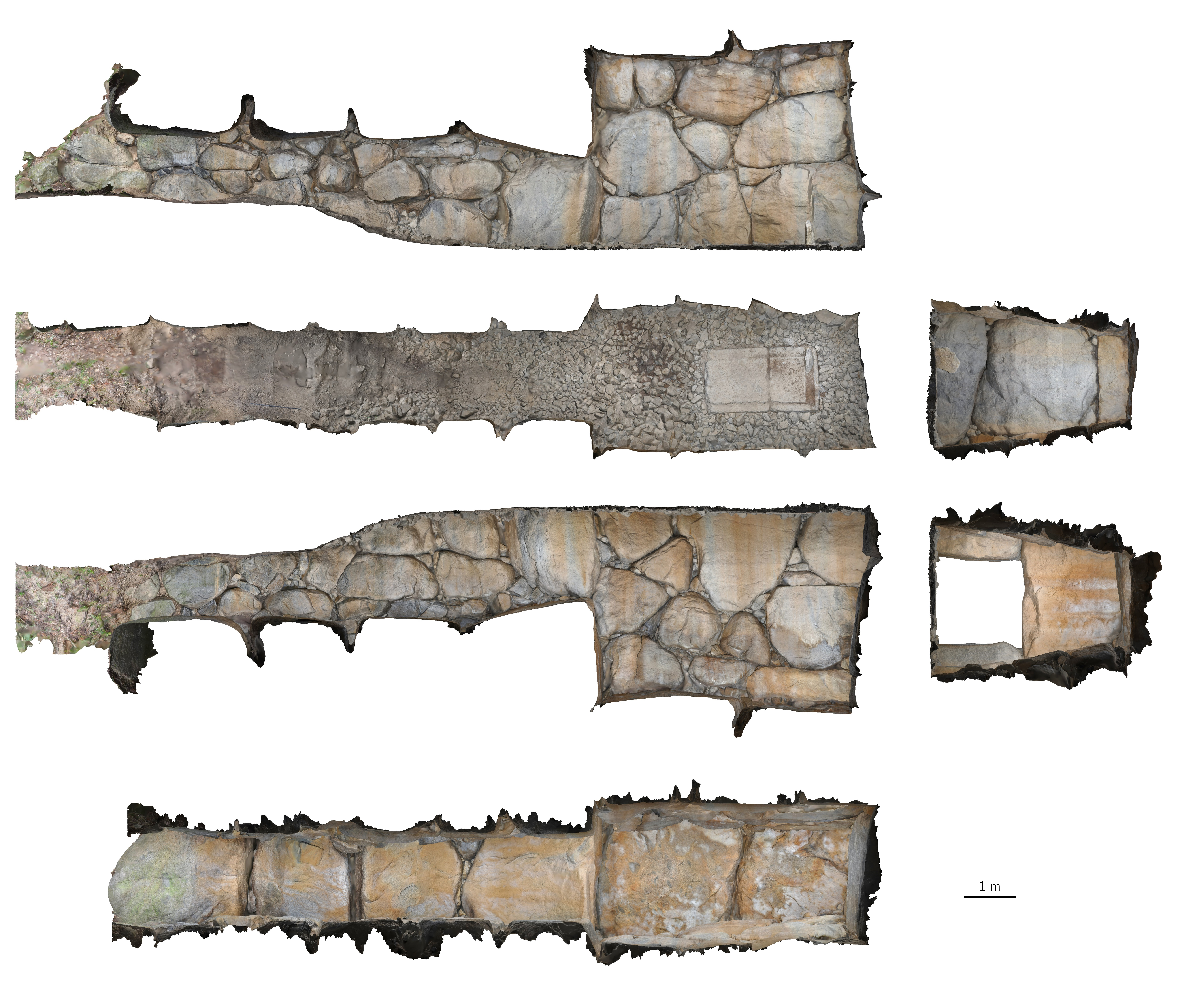
石室展開図

埋葬施設としては両袖式横穴式石室が構築されており、南南西方向に開口する。石室の規模は次の通り。
- 石室全長：15.4メートル[3]（または11メートル[1]）
- 玄室：長さ5.3メートル、幅2.75メートル、高さ3.85メートル
- 羨道：長さ10.7メートル、幅1.8メートル、高さ1.8メートル

石室には花崗岩の自然石の巨石が使用される。壁面は玄室では奥壁・側壁とも基本的に3段積みで、上段をやや持ち送る。奥壁・前壁はいずれも垂直に積み、特に前壁の見上石は巨大な石になる。羨道の石はやや小さめで、2段または3段に積む。天井石は玄室では4石、羨道では4石。石室内にはこぶし大の礫敷が認められる。石室の特徴的には赤坂天王山古墳（桜井市倉橋）との類似が認められるほか、烏土塚古墳（平群町）とはほぼ同一設計になるとして注目される。
玄室内には二上山産凝灰岩製の組合式石棺を据える。床石は2石が残存するが、ホゾ溝の形状からはもう1石存在したと見られ、推定復元で長さ3メートル・幅1.25メートル程度の大きさになる。

参考：烏土塚古墳石室俯瞰図
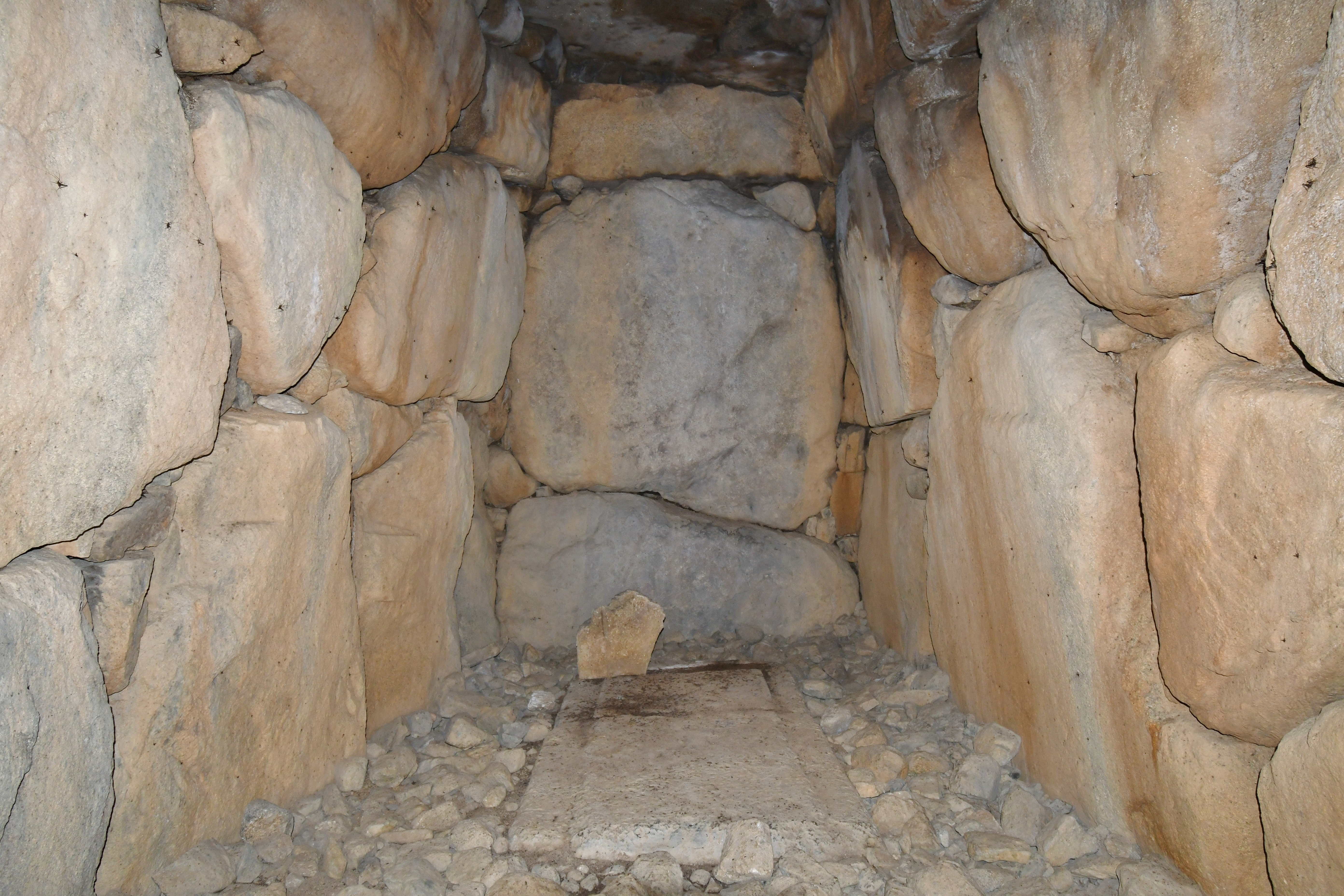
玄室（奥壁方向）
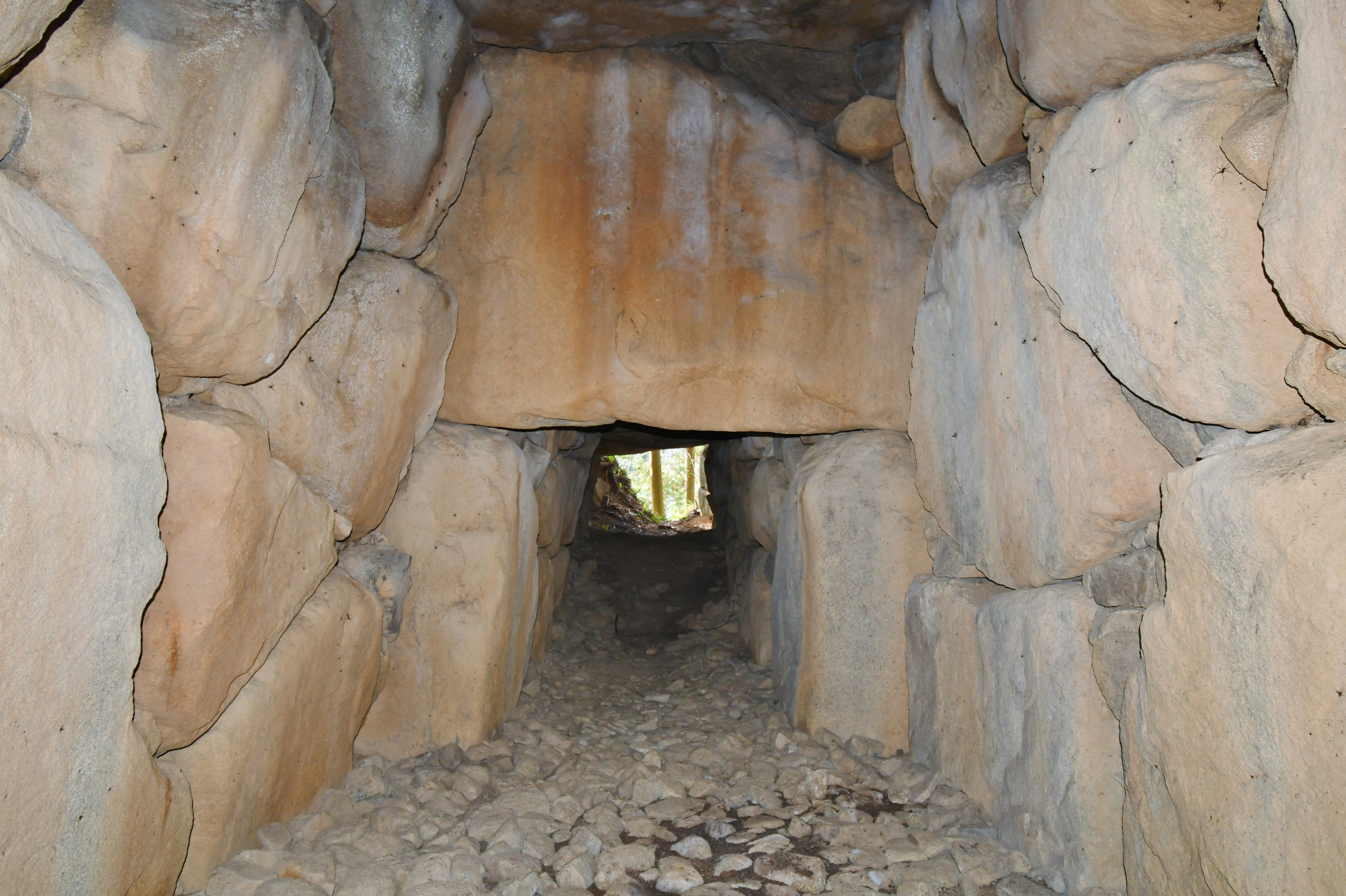
玄室（開口部方向）
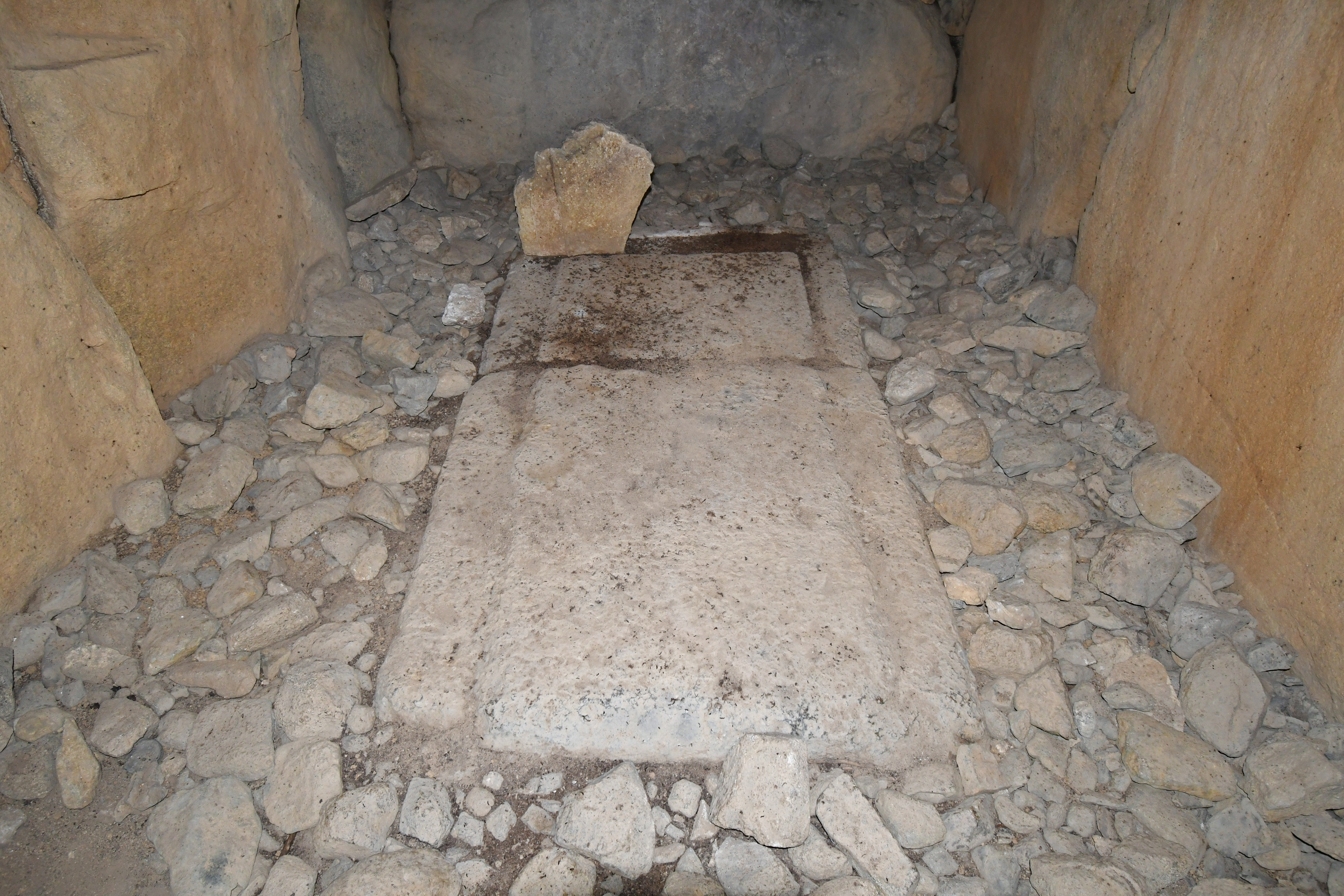
玄室の組合式石棺
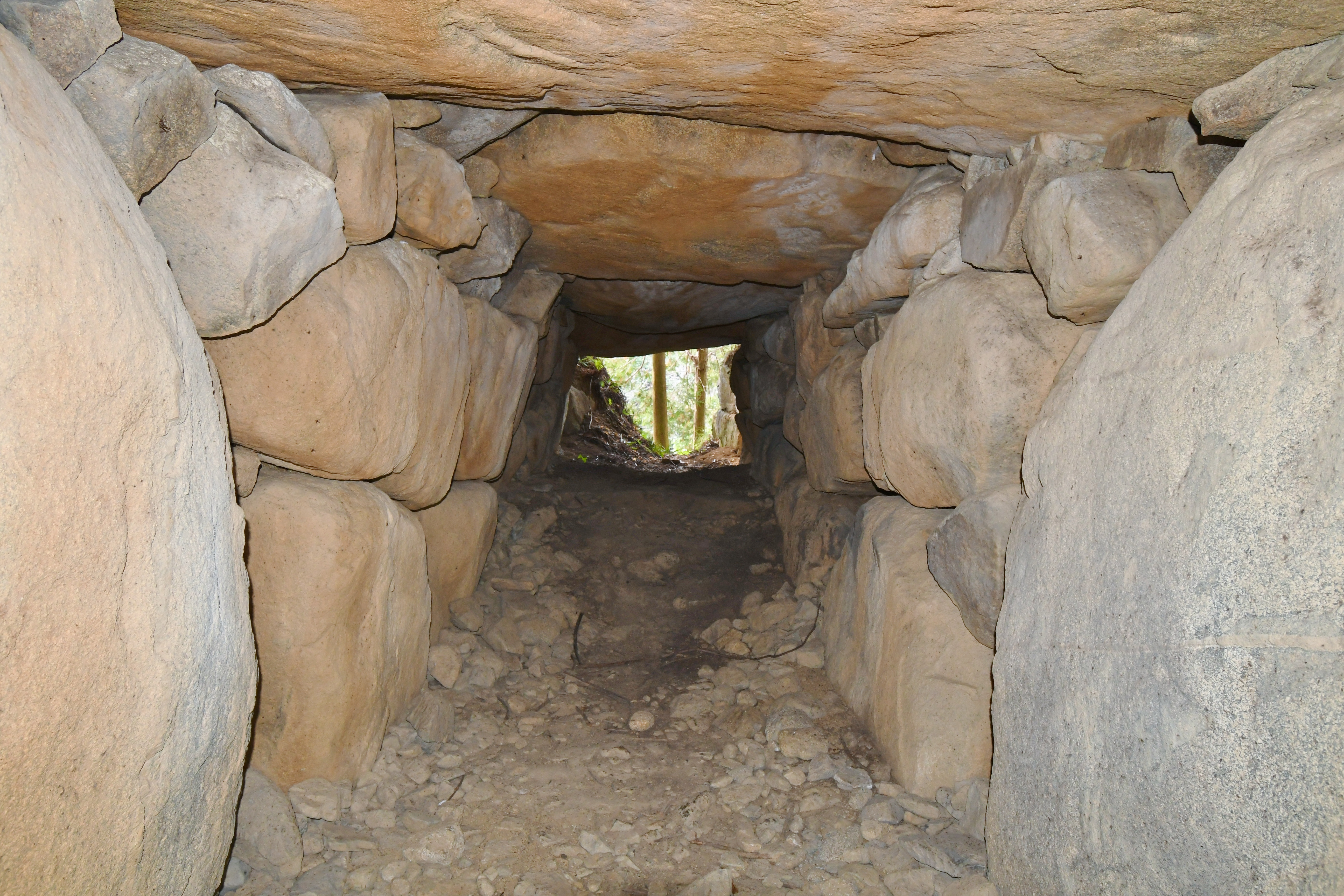
羨道（開口部方向）
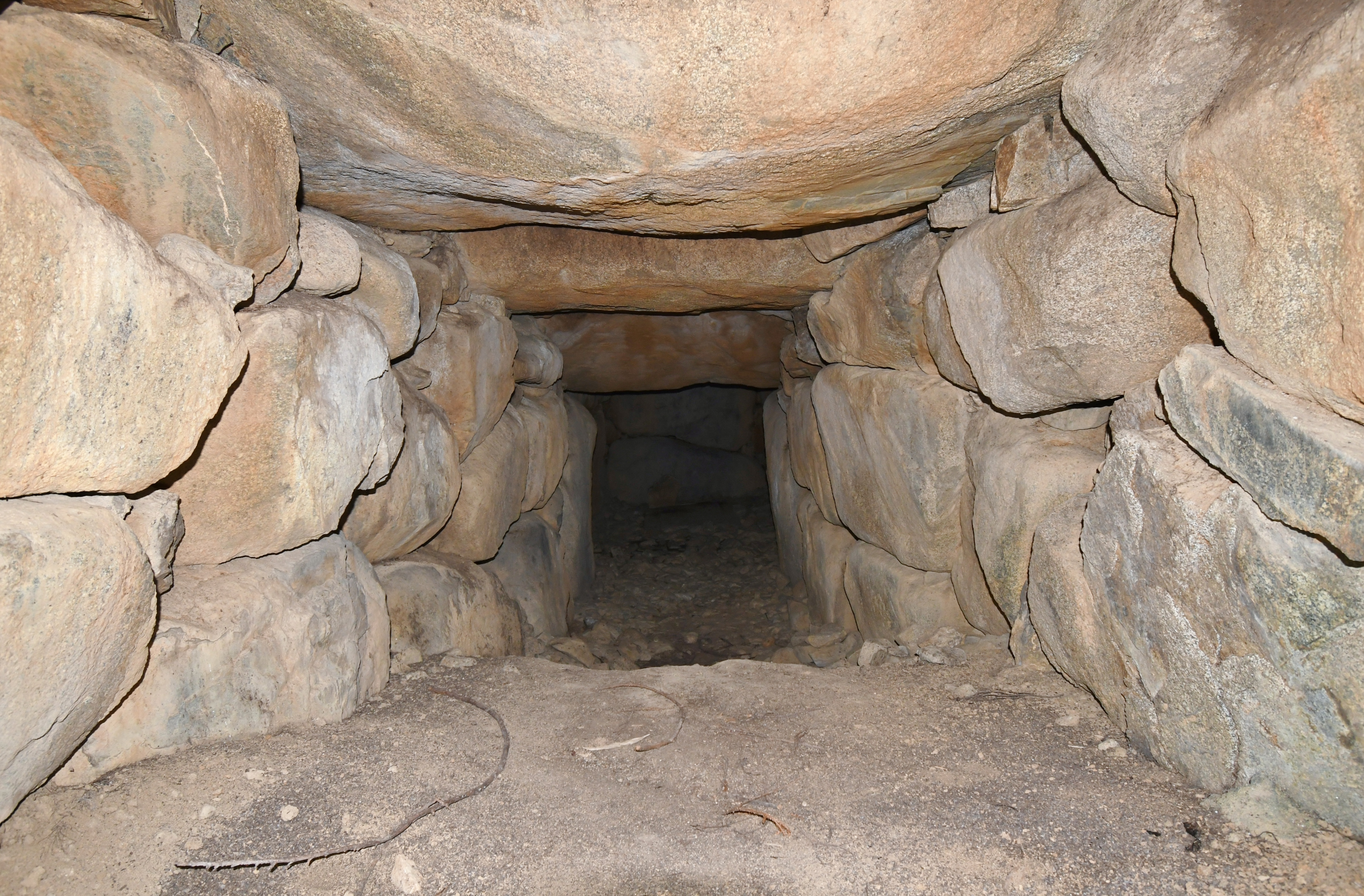
羨道（玄室方向）
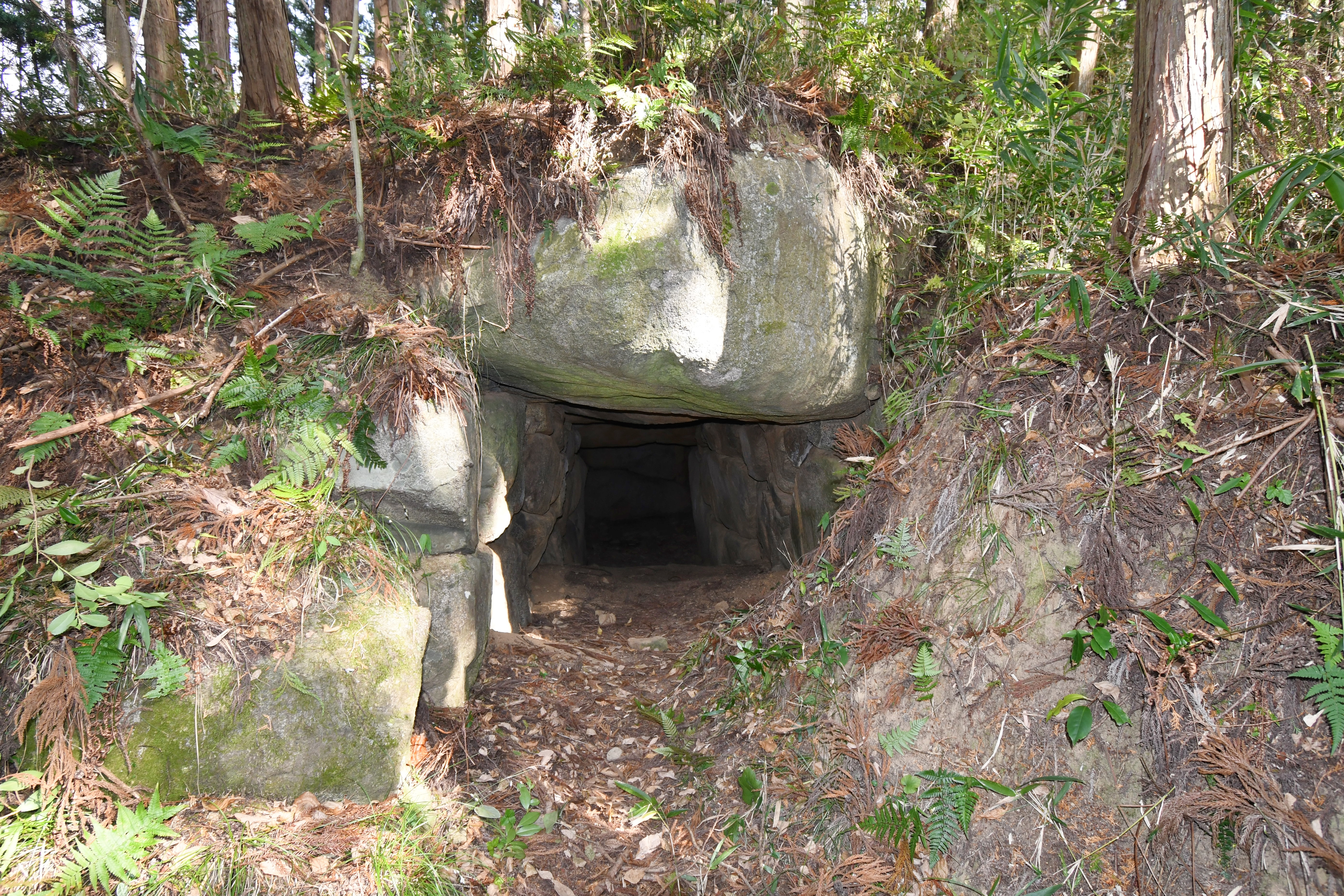
開口部

## 文化財

### 奈良県指定文化財
- 史跡
  - 越塚古墳 - 1959年（昭和34年）2月5日指定（古墳東側）、2019年（平成31年）2月22日に史跡範囲の追加指定（墳丘主要部・古墳周辺部）[6][1]。